# Szyling brytyjski

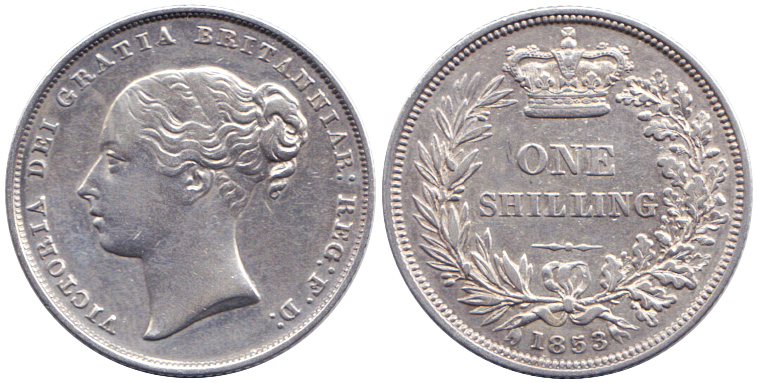
Szyling królowej Wiktorii z 1853 r.

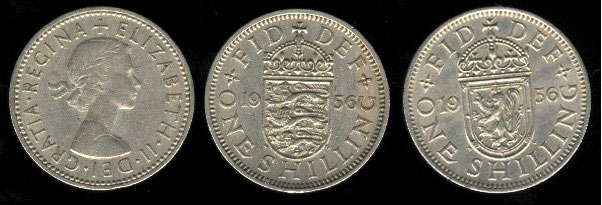
Szylingi brytyjskie z 1956 (pierwszy z lewej awers z wizerunkiem monarchy, drugi z lewej szyling brytyjski, trzeci z lewej szyling szkocki).

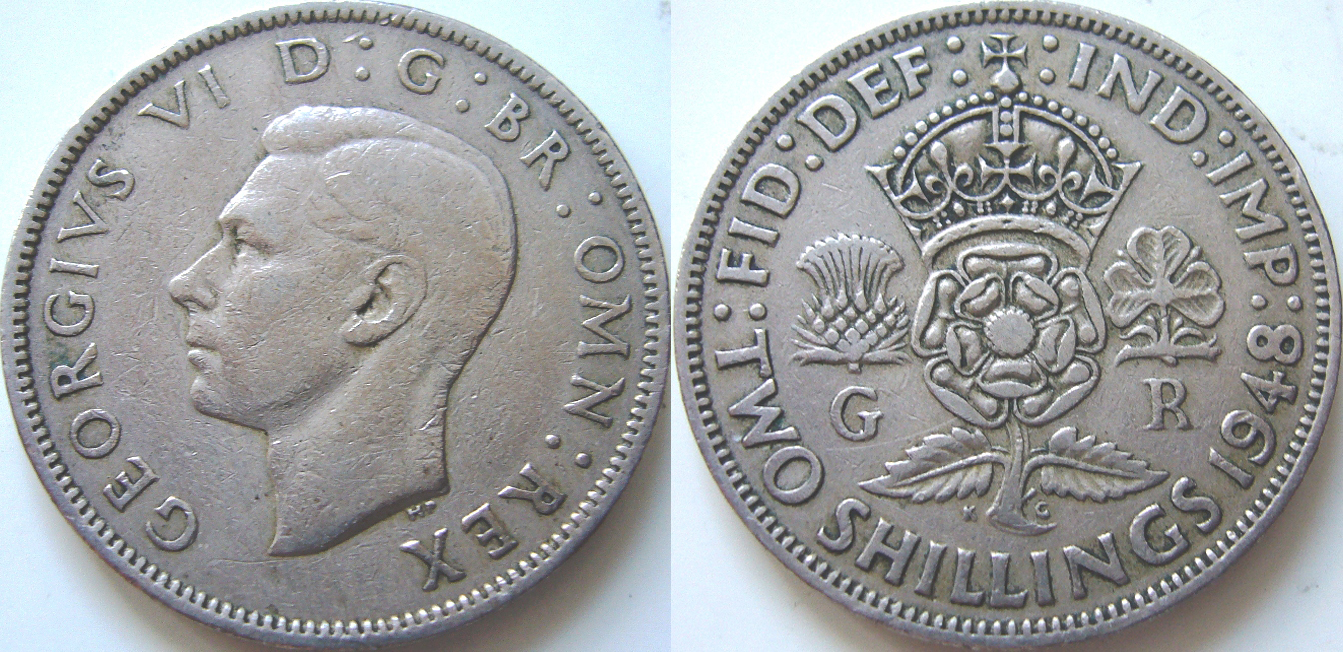
Moneta o nominale dwóch szylingów – floren

Szyling (ang. shilling) – moneta będąca w obiegu w Wielkiej Brytanii, a uprzednio Anglii, od panowania Henryka VII (XVI wiek) do 1971 roku, kiedy przeprowadzono decymalizację brytyjskiej waluty. Szyling stanowił 1/20 część funta szterlinga i dzielił się na 12 pensów.
Szyling był również nominałem innych brytyjskich monet (m.in. florena o wartości 2 szylingów) i banknotów (5- i 10-szylingowego).
Od początku bicia w XVI wieku do 1946 roku monety o nominale 1 szylinga były bite ze srebra, a w latach 1947–1970 bito je z miedzioniklu.
W latach 1937–1970 bito dwa rodzaje szylinga: szylinga brytyjskiego/angielskiego i szylinga szkockiego. Oba rodzaje różniły się od siebie nieznacznie wizerunkiem rewersu.